# Envy Peru
Envy Peru, nombre artístico de Boris Irvin Itzkovich Escobar (Trujillo, 22 de abril de 1989), es una drag queen, actor, modelo y maquillador peruano radicado en los Países Bajos. Es conocido como uno de los tres primeros presentadores drag de los Países Bajos para el programa de televisión BNNVARA De diva in mij. Es una de las drag queens con más seguidores en las redes sociales de la zona del Benelux. El 7 de septiembre de 2020 se anunció que Envy Peru era una de las diez participantes de la primera temporada de Drag Race Holland. En este último terminaría como ganadora y se convirtió en la primera super estrella drag neerlandesa.

## Carrera
Boris Itzkovich Escobar nació en Trujillo, en 1989; con cuatro años de edad llegó a Holanda con su madre. Ha integrado varios grupos de teatro en Hilversum desde que tenía trece años. A los diecinueve años comenzó la formación de actor de cine en la Film Actors Academy Amsterdam. Después de su formación se especializó como maquillador. Escobar ha estado activo como drag queen desde 2016 bajo su nombre artístico Envy Peru.
En 2016 Escobar también fundó la casa drag Mermaids Mansion, junto con la artista drag Miss Abby OMG e Ivy-Elyse Monroe, entre otros. Escobar compitió en nombre de esta casa en el Superball en Paradiso, una de las competencias de drag más grandes de Europa, y ganó un total de tres premios.
Desde entonces, Escobar ha viajado por todo el mundo y ha compartido escenario con nombres conocidos de la comunidad LGBT, incluidos muchas participantes en RuPaul's Drag Race. En el verano de 2019, Mermaids Mansion realizó un videoclip para Pride Amsterdam dentro de las puertas cerradas del Rijksmuseum, con este clip llamaron la atención sobre la creciente violencia y discriminación contra la comunidad LGBT. Este video se volvió viral. Escobar inició su debut televisivo como uno de los tres presentadores de la primera temporada del programa de televisión De diva in mij, que salió al aire por BNNVARA el 29 de julio de 2019. En este programa de televisión sobre mujeres que son puestas en el punto de mira luego de un momento difícil, Escobar puede ser visto como un hombre y una mujer y responsable de los cambios de imagen de las candidatas. El programa fue pionero para la televisión holandesa porque fue la primera vez que se permitió a las drag queens hacer un programa con este papel principal.
También se puede ver a Escobar en películas como Verliefd op Cuba (Enamorados de Cuba) y Wat je vind mag je houden (Lo que encuentres te puedes quedar). A finales de 2019, se asoció con NikkieTutorials en su canal de YouTube. En junio de 2020 se publicó en la revista de moda Vogue NL un tutorial de maquillaje online realizado por Escobar.
Envy Peru fue una de las diez participantes de Drag Race Holland. Durante la competición, ganó cuatro desafíos y nunca quedó entre las nominadas a expulsión, teniendo el historial más exitoso en el programa. También es la quinta drag queen de la franquicia Drag Race en mantener esta racha, después de Sharon Needles, Angele Anang, Shea Couleé y Gigi Goode. Finalmente llegó al top 4, y ganó la temporada, convirtiéndose en la primera drag latina en ganar la franquicia.

## Filmografía

### Televisión
| Año  | Título                   | Papel     | Comentarios                           |
| ---- | ------------------------ | --------- | ------------------------------------- |
| 2019 | De diva in mij           | Envy Peru | Temporada 1-8 episodios (presentador) |
| 2020 | Betreden op eigen risico | Envy Peru |                                       |
| 2020 | Drag Race Holland        | Envy Peru | Ganadora                              |
| 2020 | Lieve Frogers            | Envy Peru | Afl. 1                                |
| 2021 | Drag Race España         | Envy Peru | Invitada especial en el Jurado        |

### Series web
| Año  | Título             | Papel     |
| ---- | ------------------ | --------- |
| 2019 | The Gay Explorer   | Envy Peru |
| 2019 | NikkieTutorials    | Envy Peru |
| 2019 | Spuiten en Slikken | Envy Peru |

### Películas
| Año  | Título                    | Papel        |
| ---- | ------------------------- | ------------ |
| 2019 | Verliefd op Cuba          | Dragqueen    |
| 2019 | Wat je vind mag je houden | Lady LaBelle |

| Predecesora: - | Ganadora de Drag Race Holland 2020 | Sucesora: Vanessa Van Cartier |